# Ramptoerisme
Ramptoerisme is het verschijnsel dat mensen die, als ze vernemen dat er ergens een ongeluk, brand of andere ramp heeft plaatsgevonden erheen snellen om de situatie in ogenschouw te nemen. 

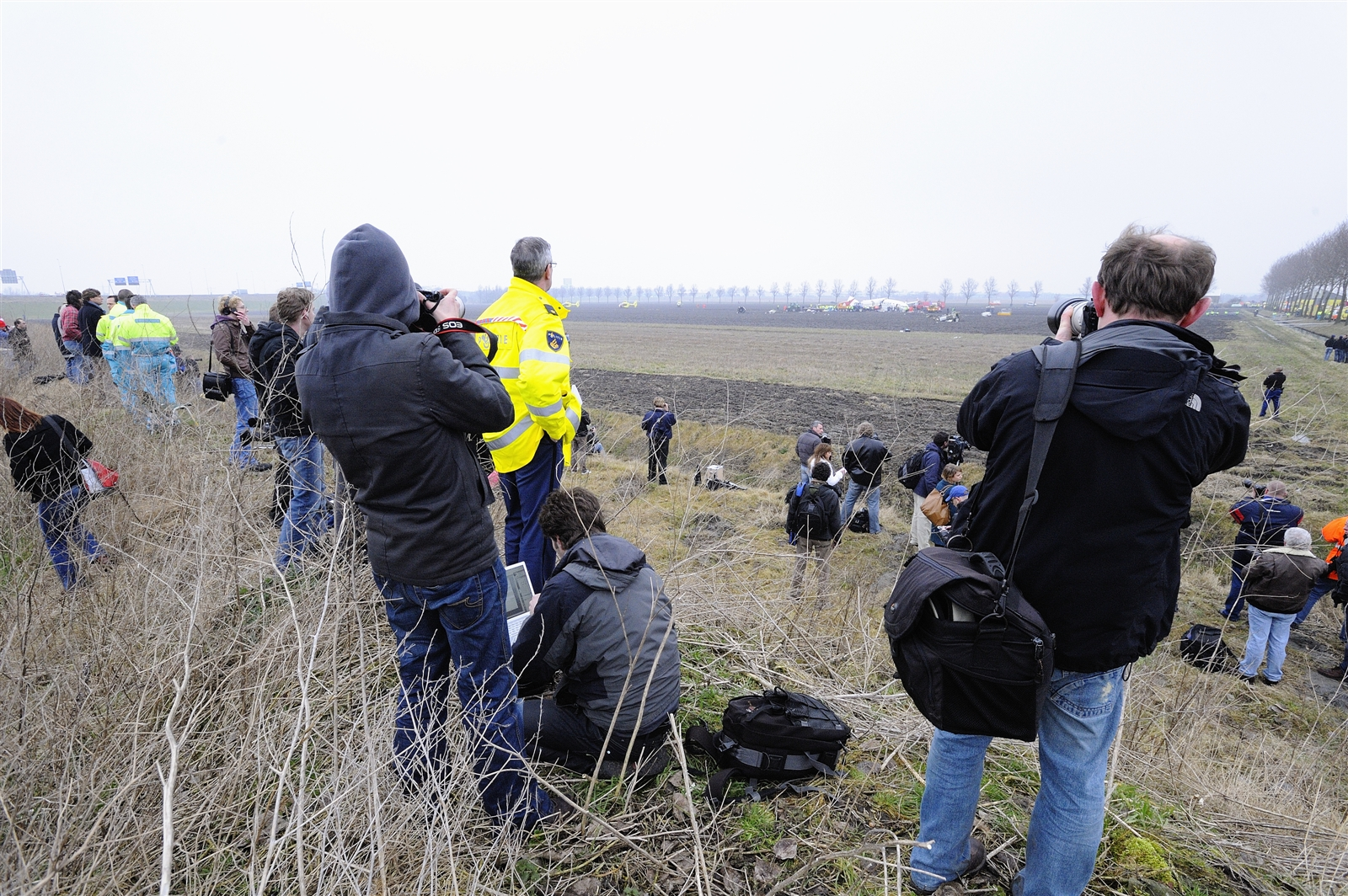
Journalisten en gewone burgers (ramptoeristen) kijken bij een verongelukt vliegtuig, Turkish Airlines-vlucht 1951.

Deze mensen, ramptoeristen genoemd, bieden meestal geen hulp maar kunnen juist de hulpverleners hinderen door massaal in de weg te staan. Er zijn zelfs ramptoeristen die actief hulpverleners het werken bemoeilijken of verhinderen, zoals bij een grote brand in Zaandam op 4 maart 2009. Ook andere vormen van overlast komen voor, zoals het illegaal betreden van omliggende grond en het beschadigen van openbaar of particulier eigendom.
Sommige mensen speuren actief naar calamiteiten in hun omgeving, middels scanners of P2000-volgsystemen, al dan niet om er vervolgens zelf naartoe te gaan.
De term 'ramptoerisme' is in de jaren negentig van de twintigste eeuw ontstaan, maar het verschijnsel zelf bestaat al veel langer. Ramptoerisme wordt vandaag de dag algemeen gezien als moreel en ethisch verwerpelijk, maar wordt toch steevast bedreven bij een ramp.
Er zijn ook tijden geweest waarin er anders werd gedacht over het fenomeen. Toen in augustus 1925 de stormramp een groot deel van het Achterhoekse stadje Borculo had verwoest, kwamen er grote stromen kijkers uit het hele land naartoe gereden. Dit werd actief bevorderd door onder meer de Gelderse VVV, die autotochten naar de getroffen streek organiseerde. In het jaarverslag over 1925 werd met tevredenheid teruggekeken op deze tochten: "Immers de zeer vele autobezitters uit alle deelen van ons land die den Achterhoek bezochten hebben ondervonden dat de wegen schitterend zijn en het een genot is deze anders zoo stille wegen te berijden".